# Ulica Jana Karola Chodkiewicza w Bydgoszczy

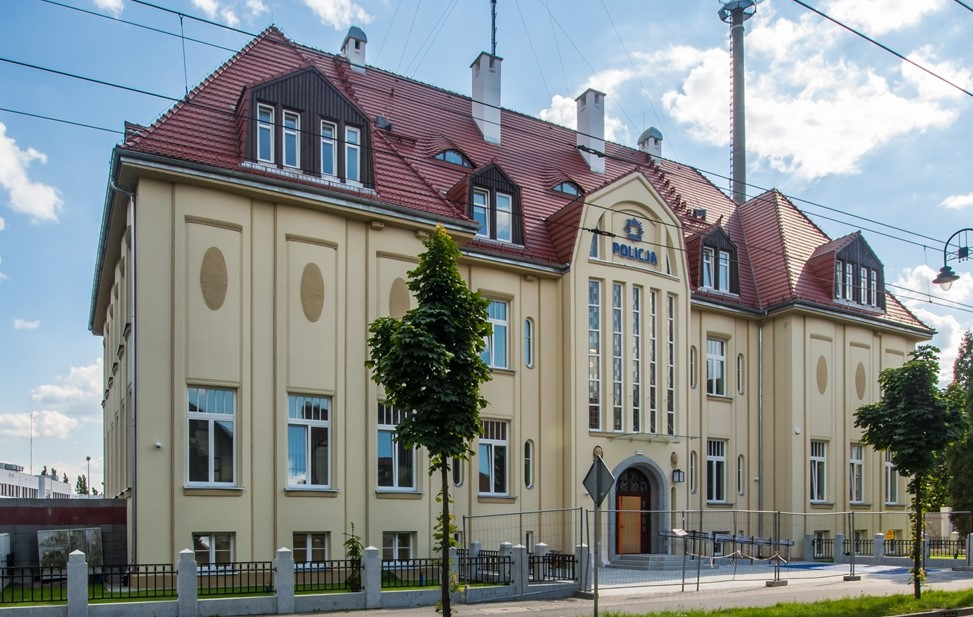
Budynek Prewencji Policji odnowiony w 2020 roku

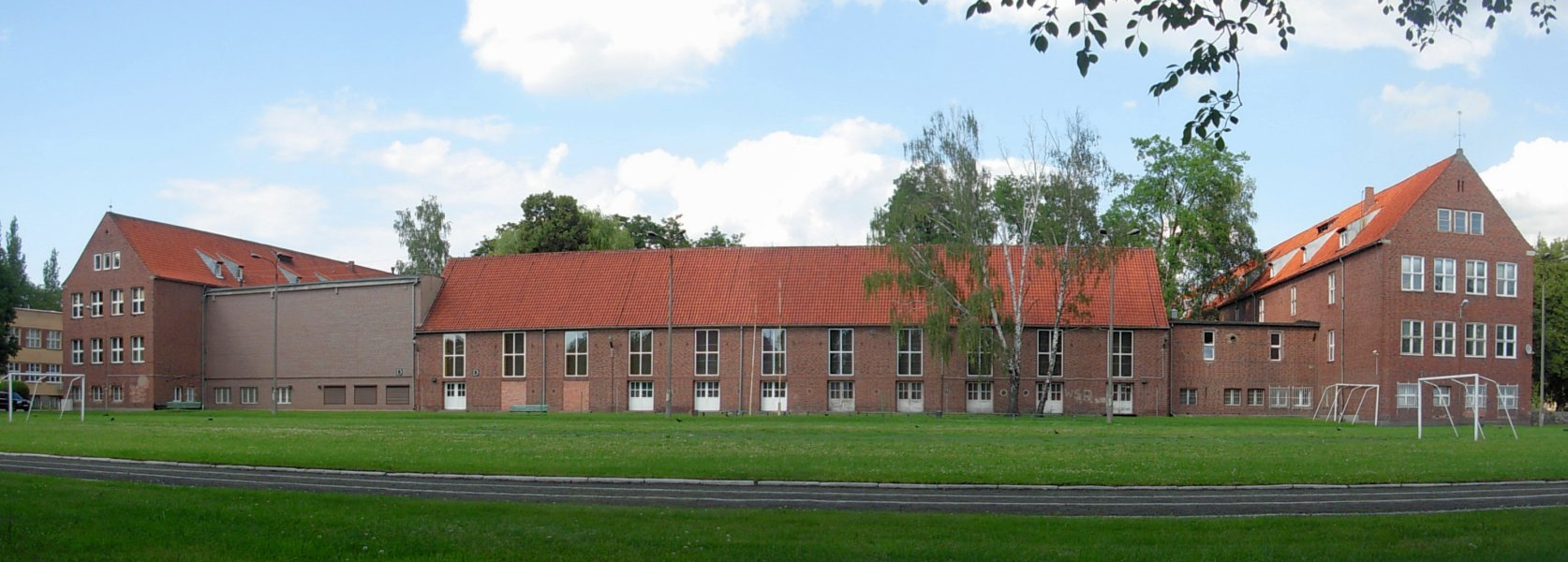
Budynek rektoratu Uniwersytetu Kazimierza Wielkiego z 1938

Ulica Jana Karola Chodkiewicza w Bydgoszczy – jedna z ważniejszych ulic w układzie komunikacyjnym centrum Bydgoszczy, umożliwiająca przejazd na osi wschód-zachód w północnej części Śródmieścia w kierunku dzielnicy Bielawy, wykorzystywana  przez linię tramwajową.

## Historia
W latach 70. XIX wieku zabudowa ulicy Gdańskiej sięgała obecnej ul. Chodkiewicza. Znajdujący się bardziej na wschód teren między obecną ul. Gdańską, Krasińskiego, Ogińskiego i Chodkiewicza, tzw. Hempelscher Felde, władze miejskie zakupiły w końcu XIX wieku, po czym przystąpiły do jego parcelacji i wytyczania siatki ulic. 
Pierwsze kamienice na zachodnim fragmencie ulicy zaczęły powstawać pod koniec I dekady XX wieku. Odcinek ten zabudowano niewysokimi kamienicami z przedogrodami. Na tym odcinku uwagę zwracają m.in. dworki w stylu Landhaus (ob. nr 2A i 4) z 1909, zaprojektowane przez Ericha Lindenburgera.
Znajdujący się przed 1920 poza granicami miasta wschodni odcinek obecnej ul. Chodkiewicza stanowił ośrodek zabudowy Bielaw, stanowiących wówczas oddzielną gminę wiejską. Według księgi adresowej z 1904 przy ulicy skupiała się cała istniejąca zabudowa. Stan ten zmienił się diametralnie w ciągu zaledwie 2 lat za przyczyną powstałego w 1902 roku niemieckiego Urzędniczego Towarzystwa Oszczędnościowego i Budowlanego (Beamten-Spar- und Bauverein – spółdzielni oszczędnościowo-budowlanej urzędników bydgoskich instytucji), które korzystając z pożyczki rządu pruskiego na obszarze 6,5 ha na północ od ówczesnej Bleichfelder Strasse wzniosło kolonię piętrowych, murowanych domów jednorodzinnych z wysokimi, wielospadowymi dachami z czerwonej dachówki. Relokacja nowych mieszkańców wywołała w centrum Bydgoszczy poważny kryzys na rynku nieruchomosci, w rezultacie czego do 1920 miasto w ramach retorsji odmawiało przyłączenia Bielaw do miejskiej infrastruktury wodociągowej i energetycznej.
Po 2010, w związku z planami zlokalizowania w pobliżu nowej siedziby Akademii Muzycznej, przy ulicy rozpoczęto realizację nowych inwestycji mieszkaniowych, np. Botaniq pod nr 19. Na jednym z planowanych budynków (w zespole mieszkaniowym Sens) powstał wertykalny ogród o wysokości 15 m i szerokości 4 m.
W 2016 ulica przeszła kapitalny remont, który wiązał się z usunięciem z niej wielu starych kasztanowców.

## Zabytki
Do wojewódzkiego rejestru zabytków wpisane są obiekty:
- kamienica, ul. Chodkiewicza 14, 1907, nr rej.: A/1384 z 16.09.2008
- budynek d. Związku Rolniczego, ul. Chodkiewicza 21, 1903, nr rej.: A/1575 z 30.11.2010
- sierociniec, ob. Komenda Wojewódzka Policji, ul. Chodkiewicza 32, 1914, nr rej.: A/484/1 z 18.03.1997

## Inne ważne obiekty
- Rektorat Uniwersytetu Kazimierza Wielkiego z 1938, ul. Chodkiewicza 30
- Wojewódzki Szpital Dziecięcy im. Józefa Brudzińskiego w Bydgoszczy, ul. Chodkiewicza 44
- Kamienica z 1925, dawne biuro paszportowe, a następnie Zakład Ochrony Środowiska Wydziału Nauk Przyrodniczych UKW, w 2020 rozbudowana o nowoczesne skrzydło wschodnie[8], ul. Chodkiewicza 51
- kamienica, ul. Chodkiewicza 5, z 1900 roku. Budynek 4-kondygnacyjny, wewnątrz charakterystyczne dla Bydgoszczy malowane tapety, na klatce schodowej mozaika, na zewnątrz oryginalna metaloplastyka. Od 2018 poddawana remontowi kapitalnemu[9].
- budynek dawnej Policyjnej Izby Dziecka, ul. Chodkiewicza 8, z 1910 - pierwotnie należał do bydgoskiego chirurga i dyrektora szpitala św. Floriana, zamordowanego w pierwszych dniach II wojny przez gestapo, które przywłaszczyło willę. W 1945 budynek zajęło NKWD, a potem Wojewódzki Urząd Bezpieczeństwa Publicznego (z przeznaczeniem na biura)[10] i następnie UB, które urządziło w nim mieszkania dla prominentnych funkcjonariuszy. Potem, na przełomie l. 70. i 80., powstała tu Izba Dziecka[11], funkcjonująca do 2010. W styczniu 2017 władze miejskie postanowiły sprzedać obiekt, jednakże z powodu zgłoszonego wniosku o zwrot obiektu, do czasu rozstrzygnięcia sprawy przez starostę sępoleńskiego, obiekt posiadał niewyjaśniony stan prawny[12][13]. Obiekt wpisany do gminnej ewidencji zabytków[14].
- dawna cegielnia z ok. połowy XIX w., ul. Chodkiewicza 13, rozebrana wraz z piecem w listopadzie 2018[15] w celu zwolnienia gruntu pod zabudowę mieszkaniową[16].
- kamienica ul. Chodkiewicza 18, w tzw. stylu eleganckim, wzniesiona w 1911-1912, odrestaurowana w 2007
- kamienica, ul. Chodkiewicza 27, wyróżniająca się wieżyczkami
- willa w stylu modernistycznym, ul. Chodkiewicza 65 z 1934 (proj. Józef Trojański); interesująca ze względu na rozplanowanie bryły i wnętrza - budynek ma kształt zbliżony w rzucie do trójkąta o zaokrąglonym narożu południowo-zachodnim; przenikające się bryły różnej wysokości tworzą budynek, w którym ważną rolę odgrywa światłocień[17]

## Nazwy
Obecna ulica Chodkiewicza składała się pierwotnie z dwóch oddzielnych ulic, przedzielonych obecną ul. Ogińskiego, co wiązało się ze znajdującą się tutaj do 1920 granicą miasta.
Odcinek miejski, biegnący od ul. Gdańskiej do ul. Ogińskiego, w czasach pruskich (do 1920) nosił nazwy Bleichfelderstraße, Bleichfelderwegstraße, Bleichfelder Weg (1905), a w niepodległej Rzeczypospolitej został przemianowany na ul. Chodkiewicza.
Z kolei odcinek znajdujący się w granicach włączonej do miasta w r. 1920 gminy Bielawy, nosił początkowo nazwę Hauptweg (1905, pol. Główna Droga), przemianowaną następnie na Kurfürstenstraße (pol. Elektorska). Po 1920 odcinek ten nazwano ulicą Senatorską, którą w 1935 przemianowano na Bronisława Pierackiego.
III Rzesza potraktowała obydwa odcinki jako jedną całość nadając jej nazwę Albrecht-Dürer-Straße, co stanowiło wyraźne nawiązanie do znajdującego się przy ulicy w okresie międzywojennym niemieckiego gimnazjum o nazwie Albrecht-Dürer-Schule. Po 1945 Uchwałą Miejskiej Rady Narodowej VIII/45 usankcjonowano połączenie ulicy, która od tego czasu nosi nazwisko jednego z najwybitniejszych polskich hetmanów.
- 1905 Bleichfelder Weg (część zachodnia) + Hauptweg (część wschodnia)
- do 1920 Bleichfelderstraße + Kurfürstenstraße
- 1920-1935 Chodkiewicza + Senatorska
- 1935-1939 Chodkiewicza + Bronisława Pierackiego
- 1939–1945 Albrecht-Dürer-Straße
- od 1945 Chodkiewicza[18]

## Komunikacja
Przez ulicę Chodkiewicza kursują obecnie linie tramwajowe nr 4, 6 i 11. W przeszłości funkcjonowały tutaj również linie tramwajowe nr 2, 8 i 10 oraz linie nocne 4N, 6N i 8N. Z wyjątkiem sytuacji nadzwyczajnych, związanych np. z remontami ulicy, na ul. Chodkiewicza nie uruchamiano zasadniczo linii autobusowych.